# Square de la Madone
Square de la Madone är en park i Quartier de la Chapelle i Paris artonde arrondissement. Den har fått sitt namn av Rue de la Madone, uppkallad efter en staty föreställande Madonnan och Barnet. Square de la Madone, som invigdes år 1937 med namnet Square Hébert, har ingångar vid Rue de la Madone, Rue des Roses och Rue Marc-Séguin.

## Bilder
| - Staty föreställande Madonnan och Barnet. - Square de la Madone med fontänen. - Parkens skylt. - Square de la Madone. |

## Omgivningar
- Saint-Bernard de la Chapelle
- Saint-Denys de la Chapelle
- Sainte-Jeanne-d'Arc
- Square de l'Évangile
- Place de Torcy
- Jardin Françoise-Hélène-Jourda
- Jardins Rosa-Luxemburg
- Jardins d'Éole
- Square Marc-Séguin
- Bois Dormoy

## Kommunikationer
- Tunnelbana – linje  – Marx Dormoy
- Busshållplats Place de Torcy – Paris bussnät, linjerna 35 60

### Webbkällor
- ”Square de la Madone” (på franska). Paris.fr. Arkiverad från originalet den 15 oktober 2022. https://archive.ph/zmdbk. Läst 15 oktober 2022.
- ”Square de la Madone (18ème arrondissement)”. Les rues de Paris. https://web.archive.org/web/20190901222338/http://www.parisrues.com/rues18/paris-18-square-de-la-madone.html. Läst 15 oktober 2022.